# اورلئانز (آیووا)
اورلئانز (به انگلیسی: Orleans) شهری در ایالت آیووا کشور ایالات متحده آمریکا است که جمعیت آن در سرشماری سال ۲۰۱۰ میلادی، ۶۰۸ نفر بوده‌است.